# Београдски фестивал европске књижевности
Београдски фестивал европске књижевности је један велики међународни књижевни фестивал чији је кључни циљ да представља најважнија дела и најважније писце савремене европске књижевности. Одржава се сваке године од 26. до 29. јуна, почев од 2012. године.

## O београдском фестивалу европске књижевности
Београдски фестивал европске књижевности је отворени мултимедијални догађај у коме се књижевност представља кроз различите форме: од књиге и јавних читања, преко округлих столова и разговора писаца с публиком, до изложби, ретроспектива савремених играних или документарних филмова потеклих из књижевности, као и видео презентација и позоришних догађаја. Београдски фестивал европске књижевности одржава се у Великој сали Дома омладине Београда.

### Први београдски фестивал европске књижевности
Први Београдски фестивал европске књижевности, који је одржан од 26. до 29. јуна, донео је четири целовечерња мултимедијална књижевна програма. Међу писцима који су учествовали на првом Београдском фестивалу европске књижевности били су Петер Естерхази, Давид Албахари, Арис Фиоретос, Весна Голдсворти, Јелена Ленголд, Владислав Бајац и Ласло Блашковић. Посебан део Београдског фестивала европске књижевности представљао је ретроспективу савремених филмова насталих по делима савремене књижевности. Међу филмовима који су били приказани у оквиру ретроспективе, као и књижевност на филму налазили су се Пријатељ за бекство Одеда Давидофа (према роману Давида Гросмана), Пешчаник Саболчи Толнаија (према делу Данила Киша), Соба и по, или сентиментално путовање у домовину Андреја Хржановског (према есеју Јосифа Бродског) или Кандахар Мохсена Макхмалбафа (према роману Нелофер Пазире). У оквиру Београдског фестивала европске књижевности била је представљена изложба фотографија Ласла Блашковића Амерички графити.

## Публика
Београдски фестивал европске књижевности један је од најпосећенијих књижевних догађаја у Србији. Његова публика је врло разноврсна у генерацијском погледу, јер је циљна група много шира од уобичајене публике књижевних догађаја.

## Организација
Организатор овог фестивала је Издавачка кућа Архипелаг  у сарадњи са Домом омладине Београд.

## Референци
1. 1 2  „Beogradski festival evropske književnosti od 25. juna u Domu omladine”. данас.рс. Приступљено 15. 12. 2020.
2. 1 2  „BEOGRADSKI FESTIVAL EVROPSKE KNJIŽEVNOSTI”. архипелаг.рс. Приступљено 15. 12. 2020.
3. ↑  „Давид Гросман на Београдском фестивалу европске књижевности”. ртс.рс. Приступљено 15. 12. 2020.